# Aegolipton argopuronum
Aegolipton argopuronum es una especie de escarabajo longicornio perteneciente al género Aegolipton, categorizada en la tribu Aegosomatini, de la subfamilia Prioninae.
Fue descrita por Komiya en 2005. La especie es aceptada y aparece registrada en una sección de la publicación A Synopsis of the Prionine Genus Aegolipton, New Status (Coleoptera, Cerambycidae). Revisional Studies of the Genus Megopis sensu Lameere, 1909-7. Elytra, Tokyo 33 (1): 149–181, 40 figs de 2005.
Mide aproximadamente 19,1-36,7 mm de longitud, con una medida estándar de 22 mm. Un ejemplar de esta especie se exhibe en el Museo de Historia Natural de Londres.

## Distribución
Se distribuye por Asia, en Indonesia, en las islas de Sumatra y Java.